# Iskăr (Bulgaria)
Iskăr (in bulgaro Искър?) è un comune bulgaro situato nella Regione di Pleven di 8 700 abitanti (dati 2009). La sede comunale è nella località omonima

## Località
Il comune è formato dall'insieme delle seguenti località:
- Dolni Lukovit
- Iskăr (sede comunale)
- Pisarovo
- Staroselci